# 八王子千人同心

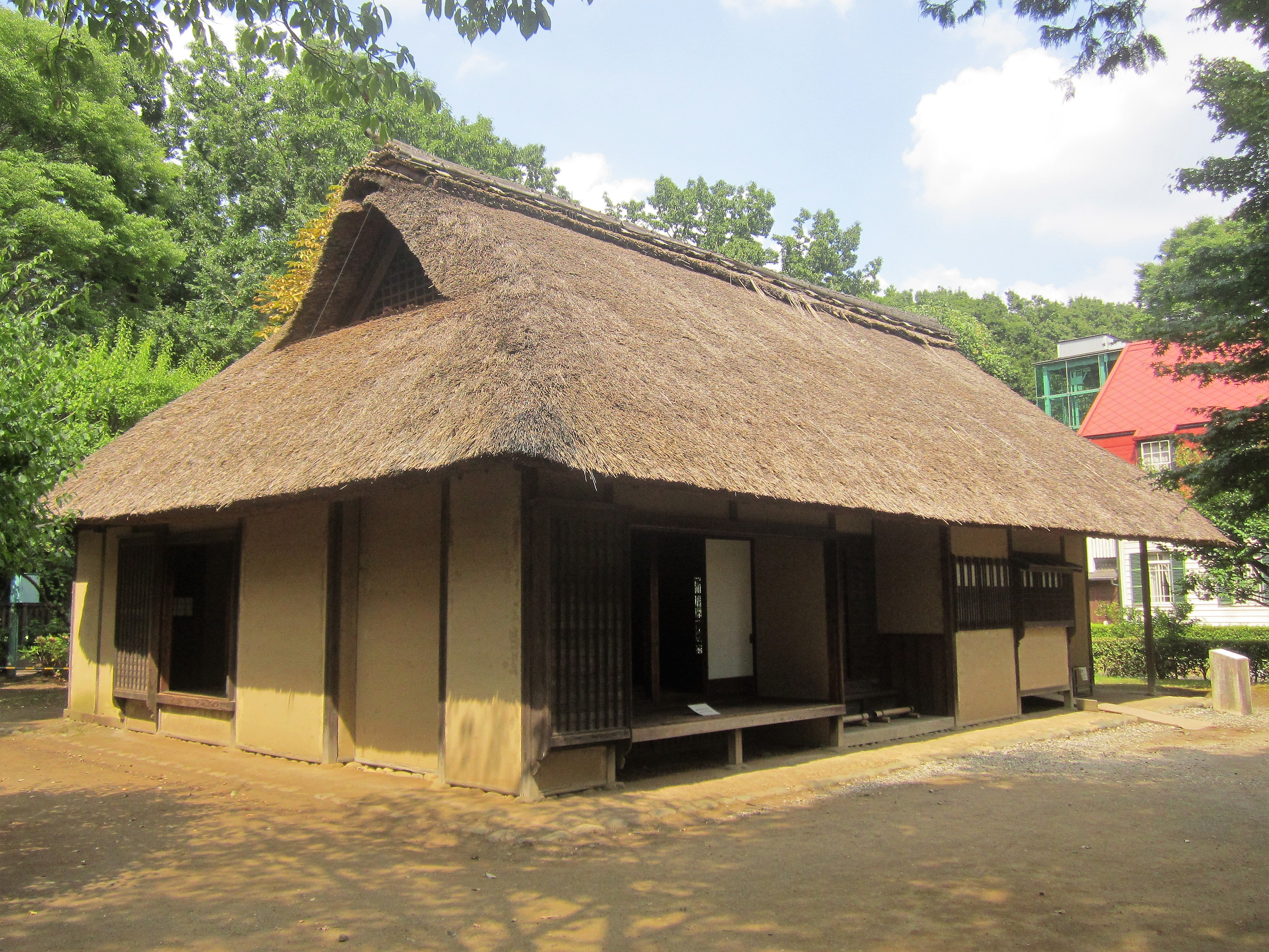
江戸東京たてもの園に保存されている八王子千人同心組頭の家

八王子千人同心（はちおうじせんにんどうしん）は、江戸幕府の職制のひとつ。幕府直轄領である武蔵国多摩郡八王子（現・東京都八王子市）に配置された譜代旗本およびその配下の譜代武士（譜代同心）のことである。職務は日光勤番、甲州街道・日光街道（日光脇往還）の整備、八王子及び周辺地域の治安維持など多岐にわたる。平同心たちは武士として職務を果たす一方、農業に従事し年貢を納める義務を負った半士半農の存在（郷士）であり、幕府の「兵農分離」の身分体制の中では特徴的な事例である。
徳川家康が関東に入部した際、甲州方面に対する国境警備のために配置されたのが始まりで、関ヶ原の戦いや大坂の陣、長州征討といった大きな戦いには、幕府軍の一部として参戦している。江戸時代中・後期には一部が蝦夷地に移住し、警固と開拓を担った。

## 沿革

### 八王子千人同心の前身
千人同心の前身は、武田家滅亡後の天正10年（1582年）に浜松で徳川家康に謁見した窪田助之丞正勝をはじめとする9人の小人頭である。彼らは甲州九口之道筋奉行を命じられた。

### 八王子千人同心の成立
1590年（天正18年）後北条氏の支配していた地域への徳川家康の国替えに伴い、八王子城下治安維持、および浅野長政領となった甲斐方面の防備のため、先述の9人を八王子に移住させた。この時、240人だった人数が500人に増強された。
文禄・慶長の役（1592年）の際に名護屋に2年滞陣し、1593年（文禄2年）に現在の八王子市千人町にあたる地域に移転した。
1599年（慶長4年）に関ヶ原の戦いを前にして、代官頭大久保長安の発案で、500人から1000人に増員されて「八王子千人同心」が成立した。この時期、窪田正勝以下9人に窪田の倅を加えた10人で1000人を統括する形となった。
1600年（慶長5年）会津征伐参戦。同年の関ヶ原の戦いでは徳川家康の長柄頭を担当している。

### 江戸時代初期・中期の活動
慶長18年（1613年）4月、大久保長安事件が発生。多くの武田遺臣が失脚する。
慶長19年（1614年）大坂冬の陣、慶長20年（1615年）3月15日大坂夏の陣に参戦。江戸の大火の時も出動が確認される。承応元年（1652年）より、交代で家康を祀る日光東照宮を警備する日光勤番が主な仕事となる。
明暦元年（1655年）、朝鮮通信使が3度目の日光訪問の際、八王子千人同心が通信使の警護を担った。明暦3年（1657年）江戸城にて石坂正俊が入るべき部屋を誤って以降、八王子千人同心の同心頭一同が「躑躅間詰」から「御納戸前廊下詰」へ降格された。
宝永元年（1704年）からは江戸火の番を務めたが、同心の生活基盤である農耕にもたらす支障が大きかったため、宝永5年（1708年）に江戸火の番は御免となった。
寛政3年（1791年）より文政7年（1824年）までに江戸城内にて剣術の上覧が9回行われた。寛政12年（1800年）一部が蝦夷地開拓と警固を願い出て、許可されている。享和3年（1803年）に同心であった小嶋文平が玉川兄弟の話を「書状」にした。八王子は蘭学が盛んであり、安政4年（1857年）に同心であり医師である秋山義方が青木芳斎と共に活版印刷本を出版した。

### 江戸時代末期の活動

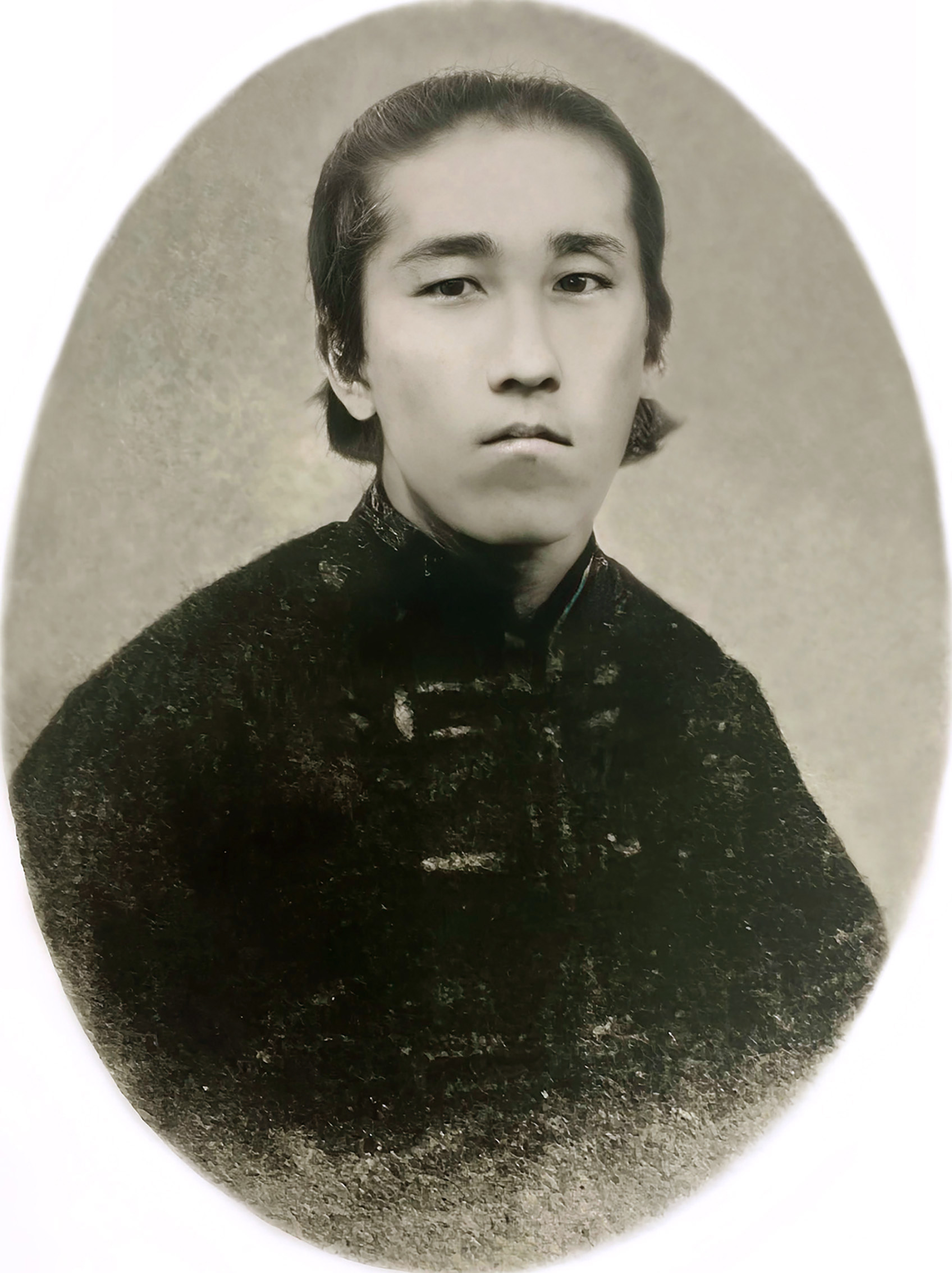
板垣退助（1870年頃撮影）

安政3年（1856年）鉄砲方・江川英敏に組織的に入門、200挺の鉄砲装備。文久3年（1863年）徳川家茂の京都上洛の警護、元治元年（1864年）武州一揆鎮圧や開港地横浜の警備にあたり、慶応元年（1865年）長州征討への従軍などに従事。慶応2年（1866年）組織変更に伴い八王子千人隊と名称変更。慶応3年（1867年）11月25日甲府城襲撃阻止（江戸薩摩藩邸の焼討事件)。

### 八王子千人隊の解散
慶応4年（1868年）3月、戊辰戦争において官軍大将板垣退助が迫るが、板垣が武田信玄の傅役であった板垣信方の末裔であることが分かると、これに弓を引くことを躊躇い、戦意を消失し礼を尽くして恭順した。
同年6月に八王子千人隊は解散した。ほとんどが農地を所有していたため帰農し、一部は静岡に移住し、一部は甲州府兵護境隊→軍務官附八王子同心→神奈川県兵となった。日光勤番として日光に勤務していた部隊も無血開城し、日光を戦火に巻き込まなかった。

### 解散後の八王子千人隊処置
- 慶応4年（1868年）
  - 5月15日、太政官布告第四百二十四号により千人頭が士族になる。
  - 7月10日、護境隊頭取3人、秋山喜左衛門・込谷民五郎・丸山惣兵術と隊員48名軍務官付八王子同心として護境隊となる。
- 明治2年（1869年）
  - 11月3日、八王子千人隊の平隊士が卒族となる（大政官布告千百四号）。
- 明治5年（1872年）
  - 3月、八王子千人隊の平隊士が士族とされる。
  - 壬申戸籍が作られる。
- 明治32年（1899年）
  - 公爵徳川家達の口添えにより、壬申戸籍より漏れてしまった八王子千人隊隊士計68名が士族籍に復帰する。

## 組織
八王子千人同心は、合戦において徳川直参の槍奉行の配下であり、関ヶ原の戦いでは家康本隊、長柄頭として参戦した（関ヶ原本戦の配置参照）。八王子千人同心は旗本身分の千人頭の10名によって、それぞれ100名ずつが統率された。千人頭の下に100名の組頭がおり、それぞれ平同心10人を統率した。組頭は現在の八王子市千人町にあった拝領屋敷に在住した。組頭の下に800人の平同心がいた。

### 千人頭十家
千人頭は武田家直参旗本出身で、千人頭は200石から500石取りの旗本として遇された。
- 原家 - 原胤従、原胤虎、原正胤、原勝正、原正弥、原正芳、原正喜、原正峰、原胤敦、原胤広、原胤禄
- 上窪田家 - 窪田吉正(正勝)、窪田正明、窪田正久、窪田正永
- 上窪田別家 - 同上
- 下窪田家 - 窪田忠知、窪田忠雅、窪田忠時、窪田忠親
- 石坂家 - 石坂森通、石坂正俊、石坂徳誼、石坂義礼、石坂鈴之助
- 志村家 - 志村貞盈、志村貞精、志村貞昌、志村貞慎、志村貞廉
- 荻原家 - 荻原昌友、荻原友寿
- 中村家 - 中村安直、中村安利
- 河野家 - 河野通重 (但馬守)、河野通郷、河野通玄、河野通次、河野高嘉、河野通堅、河野通有 (伴右衛門)、河野通泰 (四郎左衛門)、河野仲次郎
- 山本家 - 山本忠房、山本篤敬、山本敬典

信松院にて1748年に寄進された石にて名前が確認出来るのは以下の名である。
- 窪田助之丞、石坂彦三郎、原勝八、志村勘之丞、窪田庄三郎 (荻原広次郎、中村勘六、河野銀平、山本鉄次郎)。

### 組頭
100名の組頭がおり、それぞれ平同心10人を統率した。

### 同心
100組頭の下に800人の平同心がいた。

## 著名な千人同心

### 著名な千人頭
- 志村貞盈 - 元甲斐武田氏の横目衆。長篠合戦屏風にて山県昌景の首級を持ち帰っている絵で有名。
- 石坂義礼 - 命を賭して日光を戦火から守った。
- 原胤敦 - 箱館奉行支配調役。「新編武蔵風土記稿」編纂者。
- 原胤禄 - 「新編相模国風土記稿」編纂者。
- 志村貞廉 - 徳川家が静岡に移封されたのに伴って静岡に移住の記録、「志村貞廉日記」残す。
- 河野仲次郎 - 八王子千人隊解散後に彰義隊に参画。

### 著名な組頭
- 松本斗機蔵 - 幕府に認められた開明派。
- 植田孟縉 - 多数の地誌を著わす。「新編武蔵風土記稿」編纂者。
- 塩野適斎 - 「桑都日記」の著者。「新編武蔵風土記稿」編纂者。
- 小谷田子寅 - 同心の一人。蘭学者。医師。下恩方町・心源院に碑が残る。
- 日野義順 - 日野宿の同心。教育者。彰義隊に参加。維新後に日野町長、学校長。

### 著名な関係者
- 信松尼 - 武田信玄の五女。元武田家家臣で構成される千人頭一同が石碑を寄贈したことが確認される。
- 大久保長安 - 元武田家家臣で、八王子千人隊を増員した。
- 荻原重秀 - 千人頭荻原氏の分家。勘定奉行にまで累進。近年経済政策が見直されている。
- 窪田清音 - 千人頭窪田氏の一族。旗本・兵学者・武術家。幕府講武所頭取兼兵学師範役。
- 横田穂之助 - 福生に3家在住した同心。医師。徳川家茂上洛に加わり日記として書き残している。
- 秋山義方 - 同心。医師。青木芳斎と共に安政4年(1857年)に「済生三方付医戒」の金属活版印刷本出版。高野長英の祖父。
- 並木以寧 - 同心。医師。書道家。元八王子に「養老畑」を設置。門人500名。
- 井上松五郎 - 日野宿の同心。最後の日光勤番を務めて、日記に残した。
- 秋山幸太郎 - 同心。北海道に入植し、七重薬園を作った。
- 十返舎一九 - 東海道中膝栗毛作者。墓石や過去帳には元八王子千人同心の子と記載。
- 三田村鳶魚 - 同心家出身者。江戸文化・風俗研究の第一人者、八王子車人形研究。
- 関東綱五郎 - 同心家出身者。侠客。清水次郎長一家。

## その他

### 日光勤番
1652年（承応元年）より、八王子千人同心は日光奉行配下で警備、防火、消火を担当した。千人頭2名ほか1組50人の計100人が、10組にわかれ50日単位で交代勤務したといわれる。徳川家康霊廟を守ると言う事で、他の大名参勤交代行列を追い抜く事が許されていた。交替で日光東照宮の「火の番屋敷」に詰め、山内の見回り、出火の際の消火活動にあたった。これは楽な仕事では無く、経済的負担が大きかったが、武士としての仕事であった。

### 蝦夷地開拓と警固
第一回八王子千人同心子弟入植と失敗
1800年（寛政12年）に公儀御料となった北海道･釧路・白糠場所には原胤敦が、胆振・勇払場所には弟の新助率いる千人同心の子弟が開拓を志し幕府に願い出て移住し、現在の苫小牧市や白糠町などの基礎を作った。1801年（享和元年）6月には富山元十郎と深山宇平太が幕命で得撫島（千島・得撫）に渡航しオカイワタラの丘に「天長地久大日本属島」の標柱を建てた際、八王子千人同心二名も同行した。同年、斜里山道も開削されたが開拓は困難を極め、1805年までに多摩地域に戻っている。1807年（文化4年）にロシア船が択捉島に来航した際、同心6名が派遣された。(文化露寇)
第二回八王子千人同心子弟入植
第2回の蝦夷地移住は安政6年(1858年)行われた。秋山幸太郎、野口宗十郎、秋山惣七、粟平金平、150名程度の入植が行われたと言われており、八王子千人同心子弟と確認できるのは80名程度、多くは厄介身分(相続権の無い身分)。手当は1年1人15両と支度金1人7両(厄介は2両)道中旅費1人3両。七重村薬園前(静観園)・藤村郷の二手に分かれて入植。明治元年（1868年）箱館戦争時に官軍として旧幕府軍と交戦。入植地は焼かれた。

### 平同心の身分の特殊性
身分階級の厳しい徳川幕府の幕臣・御家人としては特殊な存在であり、成立の経緯から農地の所有が許可されていたため、幕末まで兵農分離以前の戦国時代の武士と変わらない半農・半武士の生活を続けた。このため、江戸時代のステレオタイプの武士とは違っていた。同心職は世襲制で千人頭の同意なく役を退く事が出来なかった。徳川政権が長期に及び、当初期・中期・末期に至る過程において、徳川直参の親衛隊として活躍し、各種の政策変換・政治闘争がありながらも武士としての義務が課された。
武士としては槍奉行管轄であり、農民としては勘定奉行管轄という二重支配を受けた。武士としての義務がありながら、農民として納税の義務があった。武士として分限帳に記載され、農民として千人同心と肩書きされ宗門人別改帳に記載された。農民との争いを避けるために武士の役目以外では名字・帯刀を禁止された。これは天正以来の武田武士として変わらない生活であり、徳川家の親衛隊・旗本として誇りをもって務めた。また、武士としての禄の他に自作農地の収入があるため、農民としても豪農が多かった。
平同心は幕府から禄を受け取ける武士としての立場でありながら、平時は農耕に従事し、年貢も納める半士半農といった立場であった。この事から、無為徒食の普通の武士に比べて生業を持っているということで、太宰春台などの儒者からは武士の理想像として賞賛の対象となった。

### 武芸
平同心に至るまで、剣術の稽古が義務付けられ、月番日記などで流派が確認できる。寛政4年(1792年)「松平和泉守御渡書付窮」(松平乗完への書簡)にて道場の義務化が確認できる。また、浅川にて長柄の稽古を定期的に実施していた。
- 天然理心流（近藤三助八王子流）
- 天然理心流（本派）
- 柳生心眼流
- 小野派一刀流
- 太平真鏡流
- 甲源一刀流